# Oscar Polk
Oscar Polk (25 de dezembro de 1899 – 4 de janeiro de 1949) foi um ator americano. Ele retratou o escravizado Pork no filme Gone with the Wind (1939).

## Carreira
Sua cena mais memorável naquele filme ocorre quando Pork revela a Scarlett O'Hara, interpretada por Vivien Leigh, que os impostos sobre a propriedade atrasados de Tara são de US$ 300. Ele era casado com Ivy V. Polk (nascida Ivy Parsons), que também teve um papel não creditado em Gone with the Wind. Juntos eles tiveram um filho, Oscar Polk Jr.
Em 4 de janeiro de 1949, Oscar Polk foi mortalmente atropelado por um táxi ao descer do meio-fio na Times Square, em Nova Iorque, dez dias após seu 49º aniversário. No momento de sua morte, ele estava escalado para ter um papel importante na peça Leading Lady, e foi substituído por Ossie Davis. Ele está enterrado no Cemitério Mount Olivet, Maspeth, Long Island, Nova Iorque.

## Créditos teatrais
- The Trial of Mary Dugan (1927)
- Once in a Lifetime (1930)
- Both Your Houses (1933)
- The Green Pastures (1935)
- You Can't Take It with You (1936)
- Swingin' The Dream (1939), uma adaptação para música swing de Sonho de uma Noite de Verão.
- Sunny River (1942)
- The Walking Gentleman (1942)
- Dark Eyes (1943)

### Outros créditos de palco
- Horses Are Like That (1943)
- Bigger Than Barnum (1946)
- The Magnificent Heel (1946)

## Filmografia
| Ano  | Título                   | Personagem                          | Notas                    |
| ---- | ------------------------ | ----------------------------------- | ------------------------ |
| 1935 | It's a Great Life        | Lazy Bones                          |                          |
| 1936 | The Green Pastures       | Gabriel                             |                          |
| 1937 | Underworld               | Sam Brown                           |                          |
| 1939 | Big Town Czar            | Arthur, homem dos números do Harlem | Não creditado            |
| 1939 | Gone with the Wind       | Pork - servo doméstico              |                          |
| 1940 | The Notorious Elinor Lee | Blakely                             |                          |
| 1941 | Birth of the Blues       | Homem na prisão                     | Não creditado            |
| 1942 | Reap the Wild Wind       | Salt Meat                           |                          |
| 1942 | White Cargo              | Umeela                              |                          |
| 1943 | Cabin in the Sky         | Diácono                             | (último papel no cinema) |